# Melitaea deserticola
Melitaea deserticola là một loài bướm trong họ Nymphalidae. Loài này được tìm thấy tại Bắc Phi (Maroc, Algérie, Libya và Ai Cập), Liban, Israel, Jordan, Ả Rập Xê Út và Yemen.
Ấu trùng ăn các loài Linaria aegyptiaca, Plantago media, Anarrhinum fruticosum và Anarrhinum.

## Phân loài
- Melitaea deserticola deserticola (Bắc Phi)
- Melitaea deserticola macromaculata Belter, 1934 (Syria, Lebanon, Israel, Jordan, western Saudi Arabia)
- Melitaea deserticola scotti Higgins, 1941 (Yemen, Oman)